# 1471

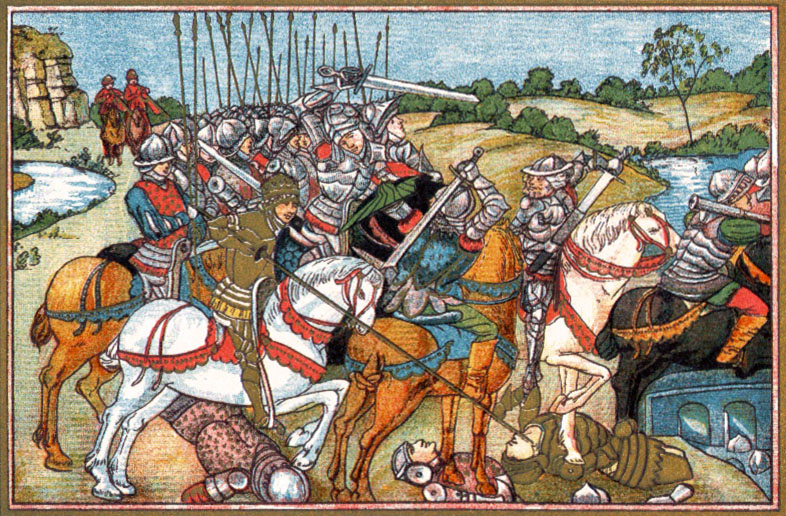
Slag bij Barnet

Het jaar 1471 is het 71e jaar in de 15e eeuw volgens de christelijke jaartelling.

## Gebeurtenissen
- maart - De afgezette koning Eduard IV van Engeland landt met steun van Karel de Stoute in Noord-Engeland en begint aan een opmars naar Londen.
- 14 april - Slag bij Barnet: Eduard IV boekt een belangrijke overwinning op de Yorkisten onder Richard Neville, die sneuvelt.
- mei - Hendrik VI wordt gevangen gezet in de Tower
- 4 mei - Slag bij Tewkesbury: Beslissende overwinning van Eduard IV op de Yorkisten.
- 14 juli - Slag bij de Sjelon: Moskou onder Ivan III verslaat Novgorod. Novgorod verliest de facto haar onafhankelijkheid.
- 24 augustus - Verovering van Asilah: De Portugezen veroveren de Marokkaanse stad Asilah.
- 30 augustus - Jan van Bourgondië huwt Pauline van Brosse.
- 27 juli - De kwartieren van Arnhem, Nijmegen en Zutphen sluiten ze een verbond, waarin ze de gevangen Adolf van Egmont als hertog van Gelre blijven erkennen, en niet diens vader Arnold die door Karel de Stoute bevrijd en teruggeplaatst is.
- 6-9 augustus - Conclaaf van 1471: Francesco della Rovere wordt tot paus gekozen. Hij neemt de naam Sixtus IV aan.
- 25 september - Oudst bekende vermelding van Oude Leije.
- 10 oktober - Slag bij Brunkeberg: De Zweedse regent Sten Sture verslaat troepen van Christiaan I van Denemarken, en weet zich verzekerd van de heerschappij over Zweden.
- oktober - De stad Girona geeft zich over aan Johan II van Aragon, en de meeste andere Catalaanse steden volgen. Einde van de Catalaanse Burgeroorlog.
- 25 december - De uitzonderlijk heldere komeet van 1472 is voor het eerst zichtbaar. Regiomantus doet wetenschappelijk onderzoek naar de komeet.
- Vietnam verovert het grootste deel van Champa.
- De Ottomanen onder Gedik Ahmed Pasja verslaan de Karamiden en veroveren Karaman. Hiermee is geheel Anatolië in Ottomaanse handen.
- Portugal verovert Tanger.
- Oprichting van de universiteit van Genua.
- Karel de Stoute herstelt Arnold van Egmont als hertog van Gelre en zet diens zoon en troonpretendent Adolf gevangen. Arnold op zijn beurt verpandt het hertogdom aan Karel de Stoute en benoemt deze tot zijn erfgenaam.
- Anhalt-Köthen wordt opgedeeld in Anhalt-Köthen en Anhalt-Dessau.
- Kapiteins van Fernão Gomes steken als eerste Europeanen in de moderne tijd de evenaar over.
- Ferrara wordt een hertogdom.
- Paus Sixtus IV verplaatst een aantal beelden naar de Capitolijn. Dit geldt als het begin van de Musei Capitolini, het oudste museum van Rome.
- Het Corpus Hermeticum wordt voor het eerst gedrukt.

## Kunst

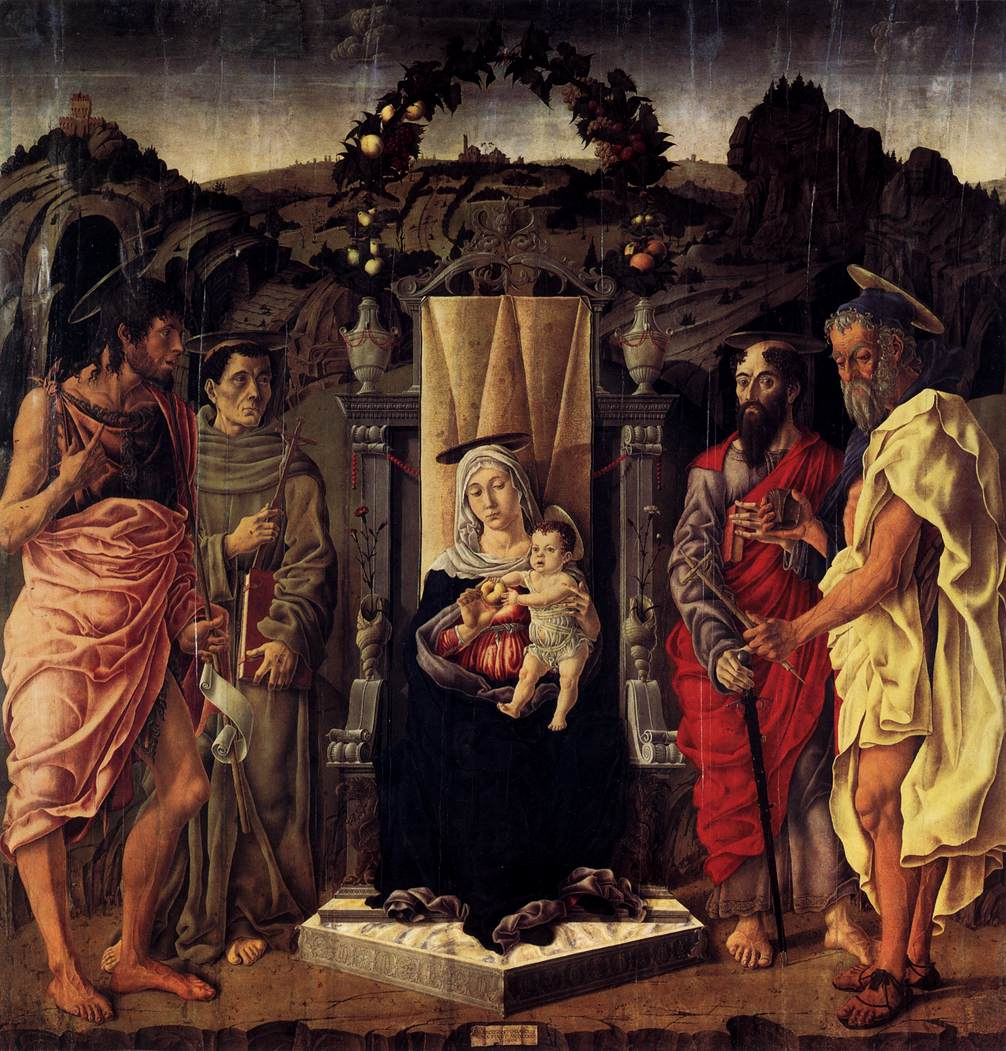
Marco Zoppo: Madonna met kind getroond met heiligen
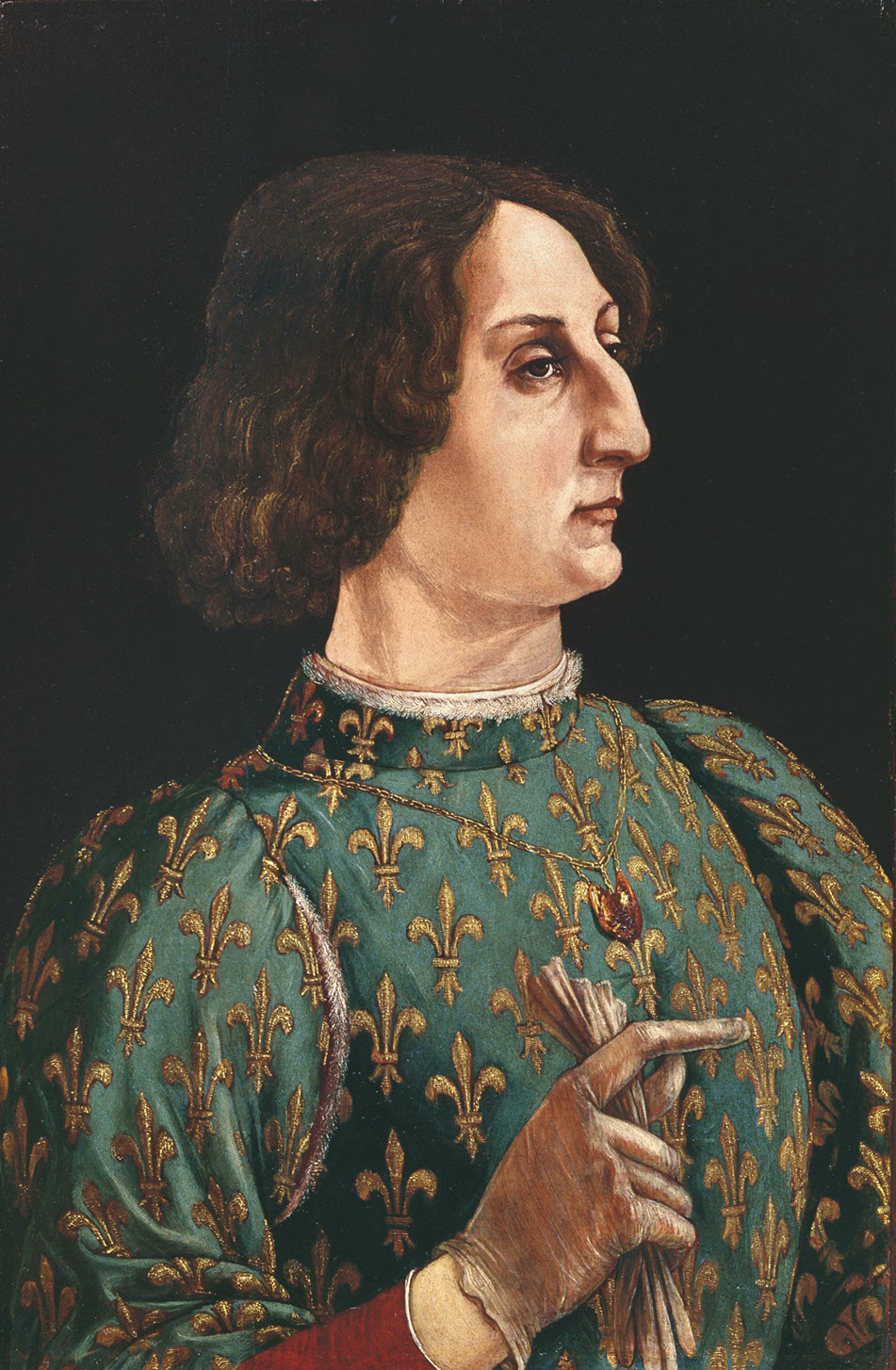
Piero del Pollaiolo: Portret van Galeazzo Maria Sforza
Pinturicchio: De kruisiging met de heiligen Hiëronymus en Christopher

## Opvolging
- Albret - Karel II opgevolgd door zijn kleinzoon Alain
- Bohemen - George van Podiebrad opgevolgd door Wladislaus Jagiello
- Brunswijk-Lüneburg - Otto II opgevolgd door zijn vader Frederik II
- patriarch van Constantinopel - Dionysius I opgevolgd door Symeon I van Trebizond
- Engeland - Hendrik VI opgevolgd door Eduard IV
- Ferrara en Modena - Borso d'Este opgevolgd door zijn broer Ercole I d'Este
- Gelre - Adolf van Egmont opgevolgd door zijn vader Arnold van Egmont.
- Neder-Hessen - Lodewijk II opgevolgd door zijn zoon Willem I onder regentschap van diens oom Hendrik III van Opper-Hessen
- Incarijk - Pachacuti opgevolgd door Tupac Yupanqui (jaartal bij benadering)
- paus - Paulus II opgefvolgd door Francesco della Rovere als Sixtus IV
- Venetië - Cristoforo Moro opgevolgd door Nicolò Tron

## Afbeeldingen

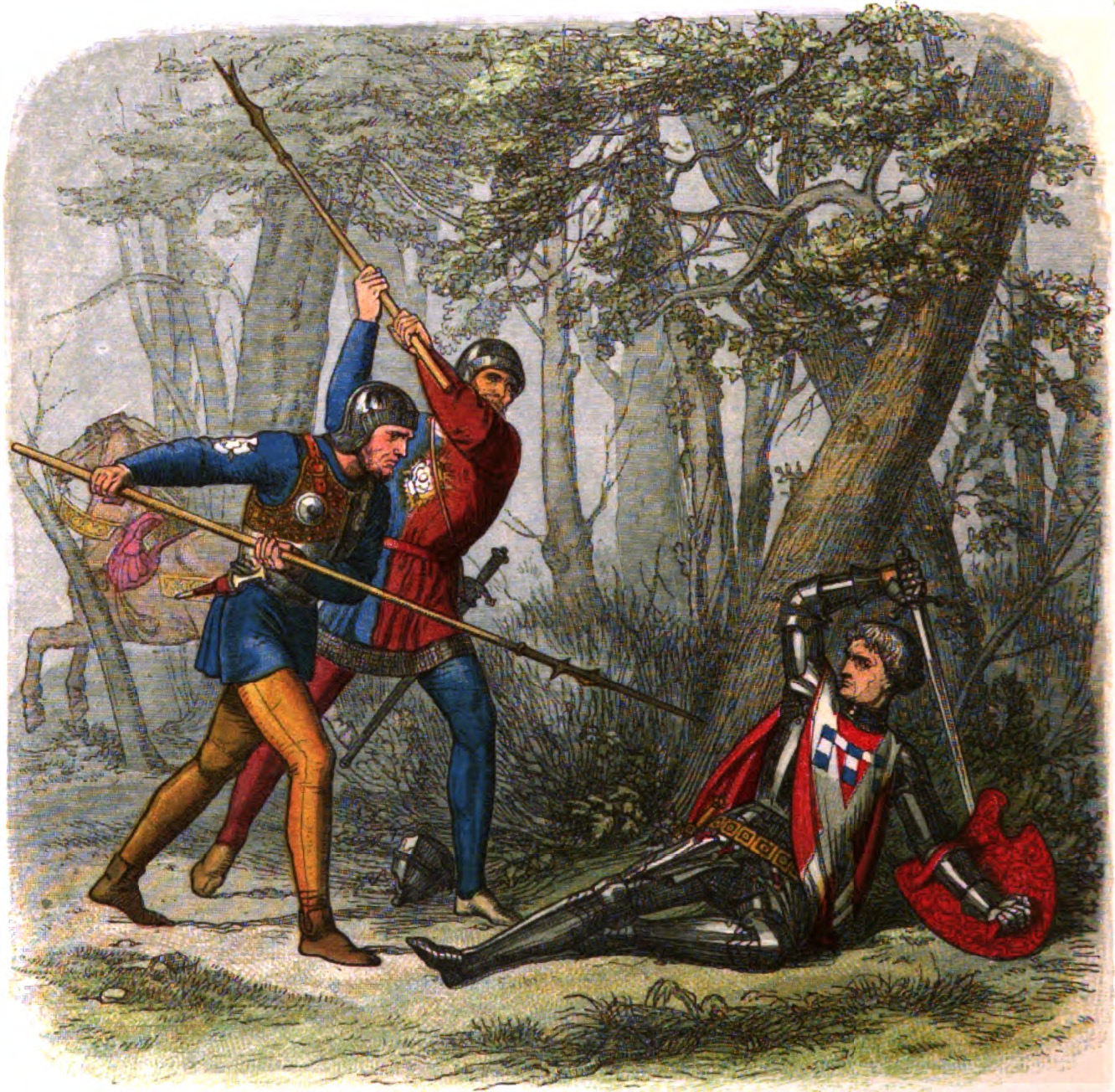
Richard Neville sneuvelt in de Slag bij Barnet
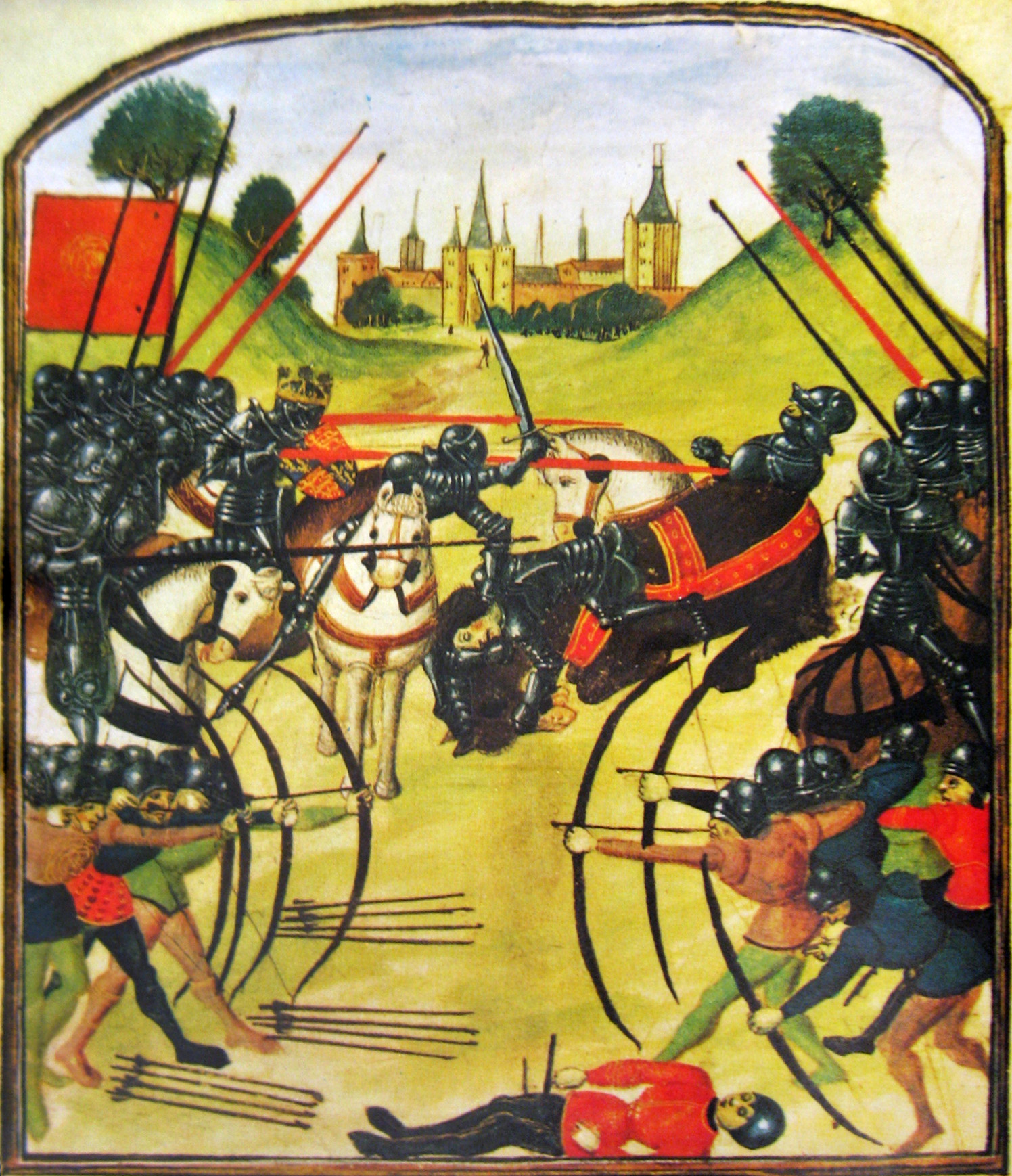
Slag bij Tewkesbury
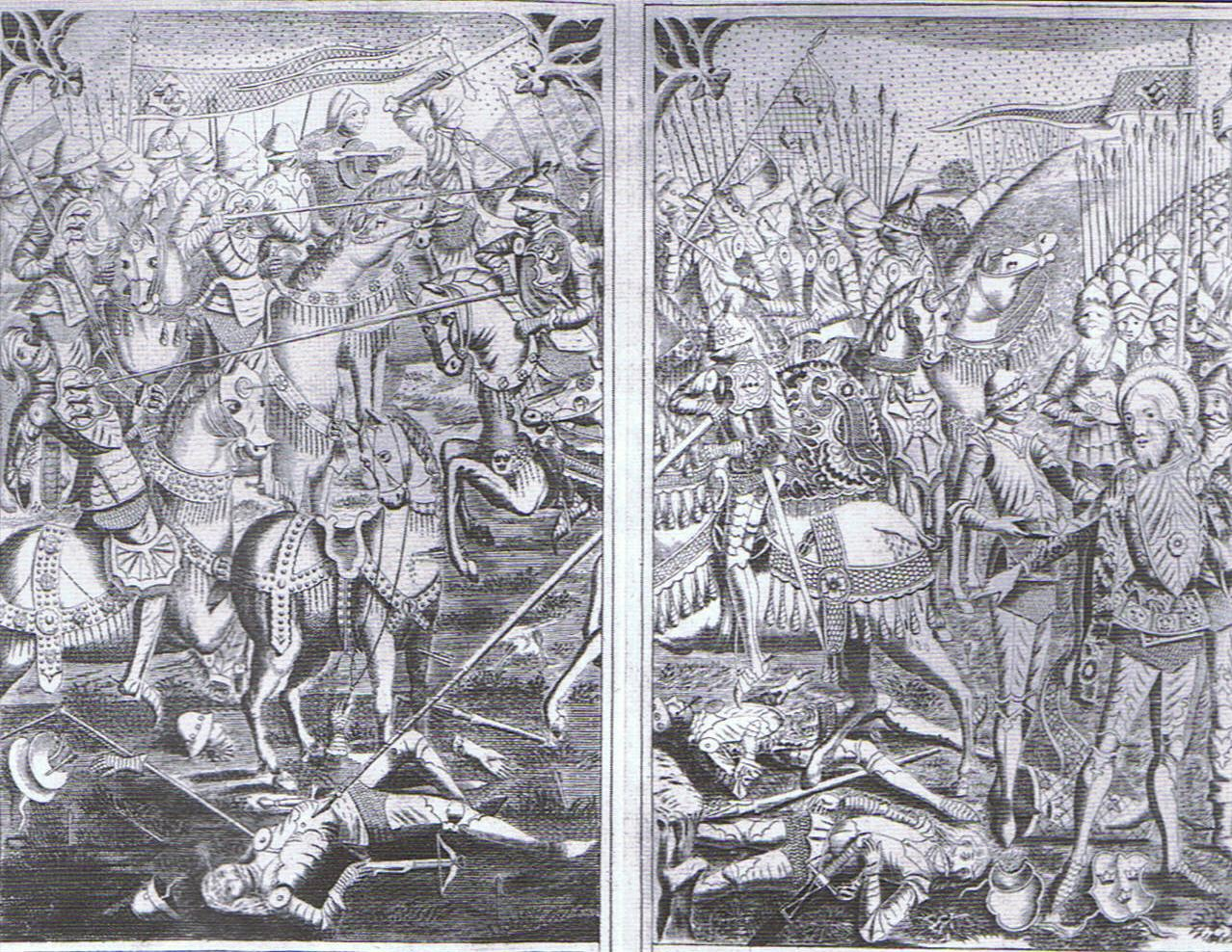
Slag bij Brunkeberg
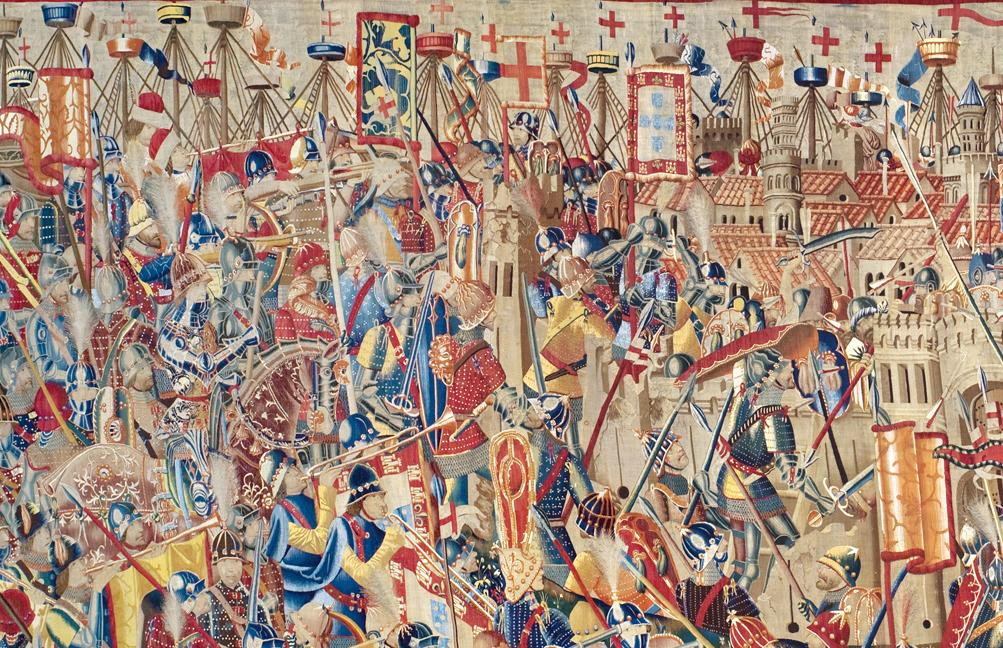
Portugese aanval op Asilah
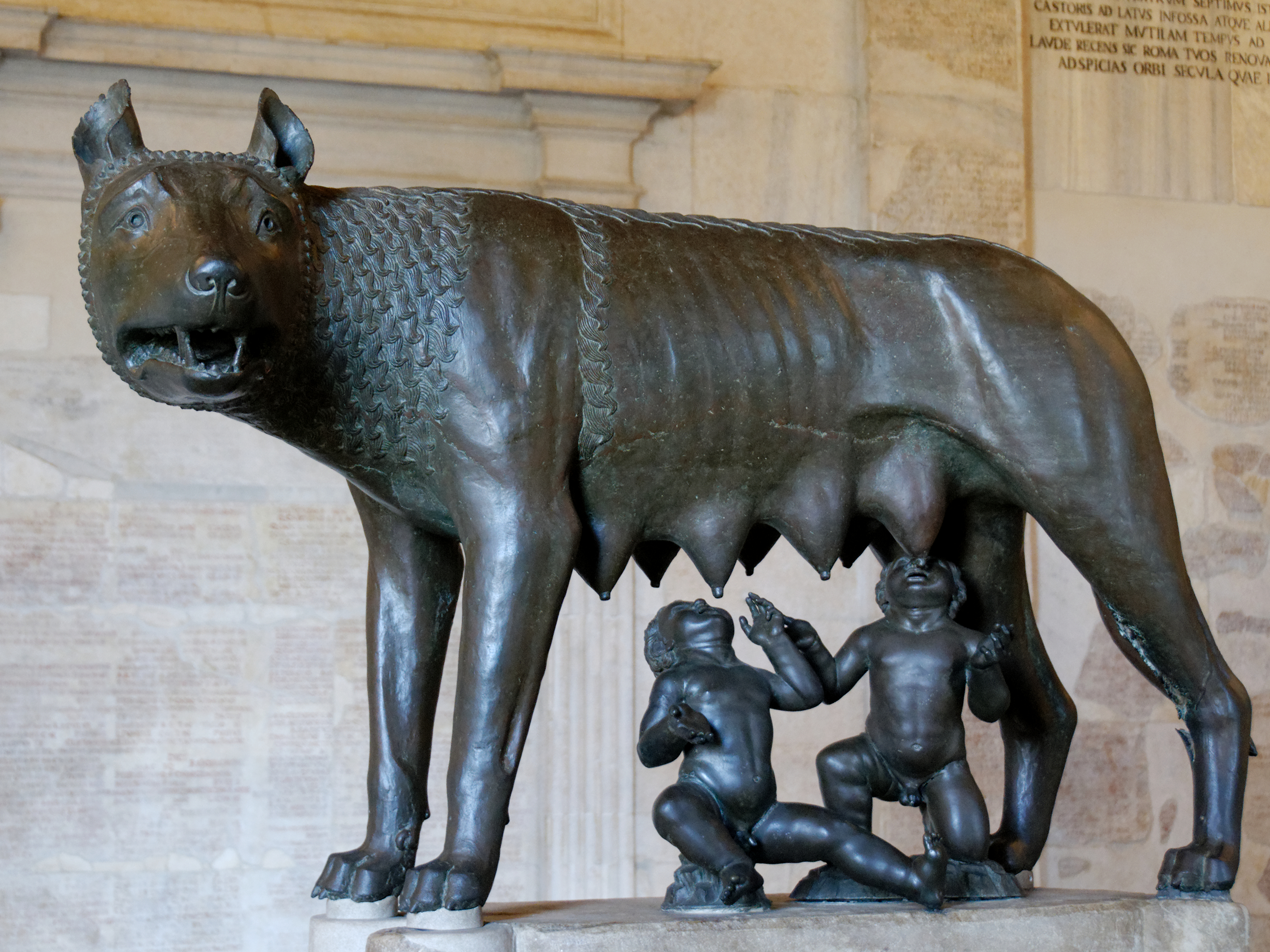
Lupa Capitolina, een van de werken waarmee paus Sixtus IV de Musei Capitolini begon
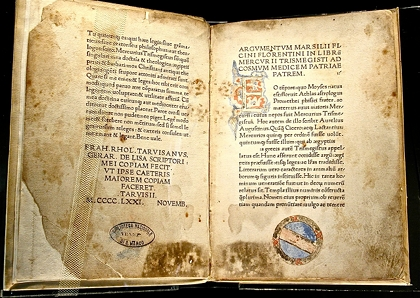
Corpus Hermeticum (1e druk 1471)
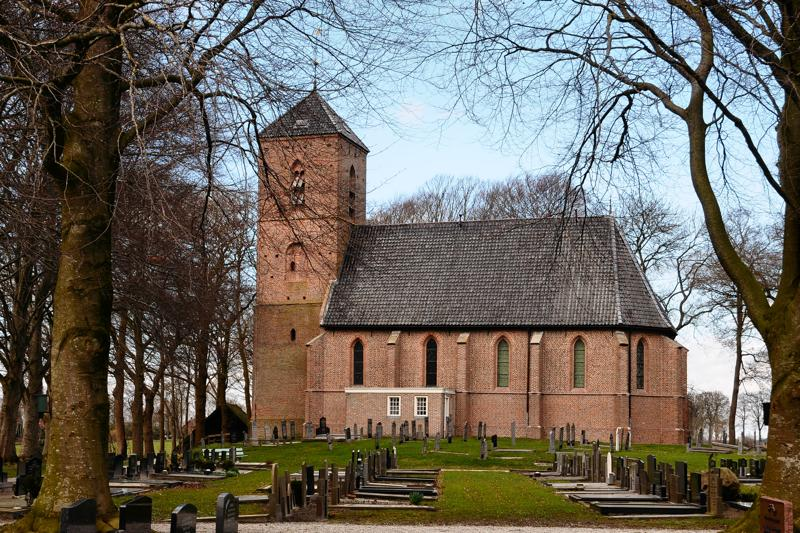
Kerk van Kolderveen (gebouwd 1471)

## Geboren
- 15 februari - Piero di Lorenzo de' Medici, heer van Florence
- 21 mei - Albrecht Dürer, Duits schilder en tekenaar (overleden 1528)
- 6 juni - Jacob van Baden, vorst-aartsbisschop van Keulen (overleden 1511)
- 27 augustus - George, hertog van Saksen (1500-1539) en potestaat van Friesland (overleden 1539)
- 7 oktober - Frederik I, koning van Denemarken en Noorwegen (1523-1533)
- Filips Corsselaar, Zuid-Nederlands edelman
- Simon V van Lippe, Duits edelman
- Thomas Wolsey, Engels kardinaal en staatsman (jaartal bij benadering)

## Overleden
- 8 januari - Otto II van Brunswijk-Lüneburg (~31), Duits edelman
- 18 januari - Go-Hanazono (51), keizer van Japan (1428-1464)
- 10 februari - Frederik II, keurvorst van Brandenburg (1440-1470)
- 12 maart - Dionysius de Karthuizer (~68), Zuid-Nederlands geleerde en mysticus
- 14 maart - Thomas Malory (~65), Engels schrijver
- 22 maart - George van Podiebrad (50), koning van Bohemen (1458-1471)
- 4 april - Pierre de Goux (~62), Bourgondisch staatsman
- 14 april - John Neville (~39), Engels edelman
- 14 april - Richard Neville (42), Engels staatsman
- 4 mei - John Wenlock (~68), Engels staatsman
- 4 mei - Eduard van Westminster (17), Engels prins
- 24 mei - Jan Lutkowic van Brzezia (~65), Pools bisschop
- 20 mei - Hendrik VI (49), koning van Engeland (1422-1461, 1470-1471)
- 20 juli - Aleida van Culemborg, Nederlands edelvrouw
- 25 juli - Thomas a Kempis (~91), Duits mysticus
- 25 juli - Johannes Soreth, Frans kloosterstichter
- 26 juli - Paulus II (54), paus (1464-1471)
- 14 augustus - Koenraad IX de Zwarte (~56), Silezisch edelman
- 20 augustus - Borso d'Este, hertog van Ferrara en Modena
- 8 september - Willem III, landgraaf van Opper-Hessen
- 20 oktober - Onofrio de Santa Croce (~52), Italiaans bisschop
- 8 november - Lodewijk II (33), landgraaf van Neder-Hessen
- 9 november - Cristoforo Moro (~76), doge van Venetië
- 17 december - Isabella van Portugal (74), echtgenote van Filips de Goede
- 24 december - Sigismund van Saksen (55), Duits edelman
- Karel II van Albret (~64), Frans edelman
- Richard de Bellengues (~91), Frans componist
- Ernst I van Schaumburg, Duits bisschop
- Wolter Stelling, Nederlands bestuurder
- Pachacuti, Inca-keizer (1438-1471) (jaartal bij benadering)